# Stenoheriades
Stenoheriades  (лат.) — род пчёл, включающий около 10 видов из трибы Osmiini семейства Megachilidae.

## Распространение
Палеарктика (5 видов) и Афротропика (Michener, 2007). 2 вида в Европе

## Описание
Биология известна для видов Stenoheriades maroccanus и Stenoheriades eingeddicus, которые наблюдались в мёртвой древесине. Олиголекты, опылители растений подсемейства Астровые (Asteraceae).

## Систематика
11 видов. Stenoheriades является членом родовой группы Heriades group и сестринским таксоном к роду Hofferia (Praz et al., 2008). По данным Griswold (1985), род Stenoheriades разделяется на 4 видовые группы, которым может быть придан подродовой статус.
- Stenoheriades asiaticus (Friese, 1921)
- Stenoheriades blommersi Pauly & Griswold, 2001
- Stenoheriades braunsi (Cockerell, 1932)
- Stenoheriades eingeddicus Griswold, 1994
- Stenoheriades hofferi (Tkalcu, 1984)
- Stenoheriades integer (Benoist, 1934)
- Stenoheriades livingstonei (Cockerell, 1932)
- Stenoheriades mackieae (Cockerell, 1936)
- Stenoheriades maroccanus (Benoist, 1928)
- Stenoheriades prionotus Griswold, 1994
- Stenoheriades truncaticeps (Friese, 1922)